# Konzhukovia
Genre
Espèces de rang inférieur
- K. vetusta (Konjoukova, 1955) (type)
- K. tarda Gubin, 1991
- K. sangabrielensis Pacheco et al. 2016

Konzhukovia est un genre d'amphibiens temnospondyles du Permien, ayant vécu il y a entre 252 et 270 millions d'années et pouvant atteindre jusqu'à 3 mètres de long.

## Description
Le genre Konzhukovia a été défini et nommé (selon la translittération anglaise du russe) par Schoch et Milner en hommage à la paléontologue russe Hélène D. Konjoukova (ru) qui a décrit l'espèce vetusta.
Il compte trois espèces découvertes : K. vetusta, K. tarda et K. sangabrielensis, les deux premières originaires de Russie et la dernière du sud du Brésil, ce qui a étayé l'hypothèse que pendant l'existence de ce genre, les terrains russes et brésiliens faisaient partie du même super-continent nommé Pangée, où les Konzhukovia ont évolué. 
Le genre Konzhukovia appartient à la famille des archégosaures. Avec la découverte de l'espèce K. sangabrielensis, Pacheco a proposé pour les trois espèces de définir une nouvelle famille, les Konzhokoviidae, groupe monophylétique-« frère » des stéréospondyles. Le nom spécifique sangabrielensis (l'espèce type) est dérivé de la municipalité où le spécimen a été découvert dans le sud du Brésil. 
Les crânes des Konzhukovia présentent généralement des caractéristiques rhinesuchides typiques, notamment une forme triangulaire globale, de petites orbites situées plus en arrière et les ptérygoïdes qui n'atteignent pas le vomer. Ces animaux étaient des amphibiens à long museau, avec des adaptations claires au milieu aquatique et à la capture de poissons.

## Anatomie et paléobiologie
Le crâne de Konzhukovia présente des marges latérales du museau s'étendant parallèlement puis divergeant les unes des autres ; la partie la plus antérieure du museau est arrondie. Le crâne contient à la fois des sillons sensoriels supraorbitaux, le sillon infraorbital est situé sur le maxillaire et s'étend en arrière vers le lacrymal tandis que le sillon supraorbitaire s'étend en arrière vers les narines. Les orbites sont allongées et le crâne présente une paire de choanes palatines antérieures. 
Les orbites sont positionnées après la ligne médiane du crâne et sont relativement largement séparées les unes des autres. 
Le crâne présente une dentition pleurodontique : le maxillaire et le prémaxillaire des fossiles comptent plus de 30 dents. La rangée de dents s'étend directement entre les crocs du vomer et les ceux du palais : elles sont de taille égale, et les dents maxillaires sont compressées antéropostérieurement.  
En comparant les trois espèces, K. sangabrielensis avait presque deux fois la taille de K. tarda et K. vetusta et semblait être très robuste dans sa forme générale. Pacheco a utilisé l'inférence phylogénétique pour déduire que K. sangabrielensis manquait de septomaxille et qu'en raison de l'absence de cet os il est un proche parent de K. tarda et de K. vetusta.  
Les trois espèces de Konzhukovia présentent des narines ovales avec de larges ouvertures latérales situées sur le bord antérieur du museau (Pacheco, 2016). Le os prémaxillaire, maxillaire supérieur et nasal entrent tous en contact avec les bords des narines ; le préfrontal est fragmenté. Le maxillaire forme la majeure partie des choanes latérales, donnant une forme générale longue et ovale qui est observée chez les trois Konzhukovia et chez plusieurs autres temnospondyles. Le vomer est en contact avec le maxillaire et sa marge latérale est au même niveau que les plis du palais. Le parasphénoïde de K. vetusta et K. tarda est inséré entre les vomers. Les fosses interpterygoïdiennes sont ovales et allongées, le palatin fermant la partie la plus antérieure de la fosse. Les ptérygoïdes sont fragmentés et chez K. tarda, le ramus palatin du ptérygoïde s'étend en avant des crocs palatins, contrairement à K. vetusta où le ramus palatin se termine au même niveau. La lame iliaque est connue pour ne pas être bifurquée chez K. vetusta.
D'après ces caractères anatomiques et les sédiments où leurs fossiles ont été trouvés, les trois espèces de Konzhukovia occupaient les mêmes niches écologiques que les crocodiles actuels.